# 城关街道 (义县)
城关街道，是中华人民共和国辽宁省锦州市义县下辖的一个乡镇级行政单位。

## 行政区划
城关街道下辖以下地区：
关帝庙村、高家屯村、高家街村、东关村、关家屯村、南关村、二里甸子村、后杨村、铁西村、西关村、五里屯村、八里堡村、红墙子村、郜家沟村、前窑村、头沟村和三沟村。